# 肾透明细胞癌
肾透明细胞癌（clear cell renal cell carcinoma，ccRCC）是最常见的肾癌类型，是导致肾癌相关死亡的主要原因。有20-40%的患者在根治性手术后肿瘤仍然进一步发展甚至死亡。